# 维琪·洛佩斯
维多利亚·洛佩斯·塞拉诺·费利克斯（西班牙語：Victoria López Serrano Felix；2006年7月26日—），西班牙女子职业足球运动员，司职中场，目前效力于巴塞罗那足球俱乐部和西班牙国家女子足球队。她曾代表西班牙参加2024年夏季奥林匹克运动会女子足球比赛。